# Mistrzostwa Europy w Wioślarstwie 2010 – ósemka wagi lekkiej mężczyzn
Ósemka wagi lekkiej (LM8+) – konkurencja rozgrywana podczas Mistrzostw Europy w Wioślarstwie 2010 w Montemor-o-Velho między 10 a 12 września.

## Harmonogram konkurencji
| Wydarzenie               | Runda |
| ------------------------ | ----- |
| Sobota, 11 września 2010 | Finał |

## Medaliści
| Złoto | Srebro | Brąz |
| Włochy · Luigi Scala · Davide Riccardi · Luca De Maria · Armando Dell’Aquila · Emiliano Ceccatelli · Gennaro Gallo · Livio La Padula · Bruno Mascarenhas · Vincenzo di Palma | Dania · Anders Hansen · Lasse Dittmann · Sophus Johannesen · Jens Nielsen · Daniel Zielinski · Thorbjørn Patscheider · Jacob Barsøe · Martin Kristensen · Emil Blach | Portugalia · João Gabriel · Manuel Ferreira · Octavio Barbosa Ribeiro · João Rodrigues · Pedro Vitor · Jorge Correia Carvalho · João Costa Amorim · Ricardo Carraco · Rui Torres |

## Finał
| Miejsce | Zawodnik | Kraj       | Czas    | Uwagi |
| ------- | --- | ---------- | ------- | ----- |
|         | Luigi Scala Davide Riccardi Luca De Maria Armando Dell’Aquila Emiliano Ceccatelli Gennaro Gallo Livio La Padula Bruno Mascarenhas Vincenzo di Palma | Włochy     | 6:08,64 |       |
|         | Anders Hansen Lasse Dittmann Sophus Johannesen Jens Nielsen Daniel Zielinski Thorbjørn Patscheider Jacob Barsøe Martin Kristensen Emil Blach        | Dania      | 6:09,24 |       |
|         | João Gabriel Manuel Ferreira Octavio Barbosa Ribeiro João Rodrigues Pedro Vitor Jorge Correia Carvalho João Costa Amorim Ricardo Carraco Rui Torres | Portugalia | 6:25,66 |       |